# Filles de Notre-Dame du Divin Amour
Les Filles de Notre-Dame de l'Amour Divin sont une congrégation religieuse féminine enseignante et hospitalière de droit pontifical.

## Histoire
La congrégation est fondée par Umberto Terenzi (1900-1974) recteur du sanctuaire Notre-Dame du Divin Amour dans le but de faire le catéchisme. Il choisit cinq jeunes militantes de l'Action catholique qu'il a rencontré lorsqu'il était vicaire de l'église Sant'Eusebio de Rome. En mai 1934, la communauté s'installe dans une ferme près du sanctuaire et, avec l'approbation du cardinal Francesco Marchetti Selvaggiani, donne officiellement naissance à la congrégation.
La communauté est reconnue comme pieuse association par décret du 25 mars 1942 et le même jour les dix premières Filles de Notre-Dame du Divin Amour sont admises à prononcer leurs vœux religieux. La congrégation est érigée en institut religieux de droit diocésain le 5 août 1959 et devient de droit pontifical le 5 août 1961. 

## Activités et diffusion
Elles se consacrent à l'assistance aux malades dans les hôpitaux, à l'enseignement préscolaire, à la catéchèse et à la pastorale des jeunes, à l'accueil dans les maisons de spiritualité et de tourisme religieux.
Elles sont présentes en:
- Europe : Italie.
- Amérique : Brésil, Colombie, Chili, Pérou.
- Asie : Inde, Philippines.

La maison-mère à Rome.
En 2017, la congrégation comptait 190 sœurs dans 37 maisons.